# راؤول بوفا
راؤول بوفا (بالإيطالية: Raoul Bova) ممثل إيطالي من مواليد 14 أغسطس 1971.

## مواقع خارجية
- راؤول بوفا على موقع IMDb (الإنجليزية)
- راؤول بوفا على موقع ميتاكريتيك (الإنجليزية)
- راؤول بوفا على موقع روتن توميتوز (الإنجليزية)
- راؤول بوفا على موقع ألو سيني (الفرنسية)
- راؤول بوفا على موقع ميوزك برينز (الإنجليزية)
- راؤول بوفا على موقع تيرنر كلاسيك موفيز (الإنجليزية)
- راؤول بوفا على موقع أول موفي (الإنجليزية)
- راؤول بوفا على موقع قاعدة بيانات الأفلام السويدية (السويدية)
- راؤول بوفا على موقع إن إن دي بي (الإنجليزية)
- راؤول بوفا على موقع ديسكوغز (الإنجليزية)